# 文武大王 (駆逐艦)
文武大王（ムンムデワン、日本語読み：ぶんぶだいおう、朝鮮語: 문무대왕、英称：Munmu the Great, DDH-976）は、大韓民国海軍の駆逐艦。李舜臣級駆逐艦の2番艦。艦名は文武王に由来する。

## 艦歴
「文武大王」は、KDX-IIに基づく4,400トン級駆逐艦として現代重工業で建造され、2003年4月11日進水、2004年9月30日に就役した。
2007年5月28日、鎭海沖合で射撃訓練中に5インチ砲内で砲弾が爆発して砲身が破裂する事故が発生したが、人的被害は無く、砲身は翌月8億ウォンの費用をかけて交換された。
2006年、2008年のそれぞれにリムパック2006/2008に参加。
2009年2月6日、ソマリア沖の海賊対策のために本艦が派遣されることが決まった。国会で派遣同意案が認められれば、UDT/SEALを含む約310人からなる派遣部隊は3月中旬に韓国を出発する予定。3月13日、海賊対策に就くため、本艦と艦載ヘリコプターおよび特殊部隊30名からなる「清海部隊」（長：チャン・ソンウ大佐、海士39期）が鎮海基地からソマリア沖に向けて出航した。4月3日、バーレーンに到着し合同海上部隊司令部で海賊作戦に必要な準備と調整を実施する。4月15日、マーシャル諸島籍の商船の救助要請を受けこれに対処、16日に韓国籍商船「ファインギャラクシー」号の護衛を開始、17日にはデンマーク籍の貨物船「ピューマ」号からの救助要請をうけて艦載ヘリコプターを派遣、海賊行為を未然に防いだ。5月14日、エジプト籍船から救難信号を受け、アメリカ海軍「CG-64 ゲティスバーグ」と共に艦載ヘリコプターを急行させ、海賊船を発見しアメリカ軍が乗り込み海賊17名を拘束した。8月19日に任務終了し、9月14日に帰国する。
2011年8月12日に清海部隊第8次隊として2度目のソマリア沖・アデン湾への派遣、翌年2月まで護衛任務を遂行する。2012年1月中旬に任務終了。
2012年12月27日に清海部隊第12次隊として3度目のソマリア沖・アデン湾への派遣、翌2013年1月下旬に任務を開始し、5月に終了する予定。
2018年、ソマリア沖に派遣されていたが、リビアで韓国人ら4人が拉致される事件が発生。ソマリアから離脱してリビア沖へ移動している。
2021年、清海部隊として派遣中、乗員内で新型コロナウイルスの集団感染を確認。作戦を停止して乗組員全員を空路で帰国させる措置が採られた。感染者数は部隊員301名に対し、272人となった。。乗組員の中でワクチンを接種していた者はいなかった。
2022年7月、環太平洋合同演習（リムパック）に世宗大王などと参加。訓練期間中にSM2ミサイルを1発発射したが、標的の命中に失敗した。